# Perzej (zviježđe)
Perzej (lat. Perseus) je zviježđe sjeverne polutke. Jedna je od 88 modernih i 48 originalnih Ptolemejevih konstelacija.